# Daishiro Miyazaki
Daishiro Miyazaki (宮崎 大志郎 Miyazaki Daishiro?, nacido el 21 de abril de 1983 en Kumamoto) es un exfutbolista japonés. Jugaba de centrocampista y su último club fue el Roasso Kumamoto de Japón.

## Trayectoria

### Clubes
| Club            | País  | Año         |
| --------------- | ----- | ----------- |
| Roasso Kumamoto | Japón | 2006 - 2009 |